# Eckhardt Barthel
Eckhardt Barthel (* 17. Dezember 1939 in Leipzig) ist ein deutscher Politiker (SPD). Er war von 1998 bis 2005 Mitglied des Deutschen Bundestags.

## Leben
Der Ingenieur und Politologe arbeitete als Referatsleiter für Öffentlichkeitsarbeit beim Senator für Gesundheit und Umweltschutz in Berlin. Er ist seit 1970 Mitglied der SPD. Im April 1983 rückte Barthel in das Abgeordnetenhaus von Berlin nach, da die Senatorin Anke Brunn aus dem Parlament ausgeschieden war. Er gehörte 15 Jahre dem Abgeordnetenhaus an, bis er erstmals 1998 im Wahlkreis Berlin-Kreuzberg – Schöneberg direkt in den Bundestag gewählt wurde. 2002 wurde er im Wahlkreis Berlin-Tempelhof-Schöneberg direkt gewählt. Barthel war bis zu seinem Ausscheiden aus dem Deutschen Bundestag kulturpolitischer Sprecher der SPD-Fraktion.